# Kruszynka delikatna
Kruszynka delikatna (Musculium lacustre) — gatunek małża z rodziny kulkowatych.
Występuje w Ameryce Północnej (m.in. Kanada), Europie (m.in. Niemcy, Polska, Czechy, Francja), Azji (m.in. Hongkong, Rosja). Zamieszkuje głównie zbiorniki okresowe, stawy, starorzecza oraz zaciszne miejsca rzek i jezior.
Posiada cienkościenną, białawą, jedwabiście połyskującą muszlę długą na około 10mm. Na jej wystającym wierzchołku występują czapeczkowate muszelki larwalne.